# Syntomus bedeli
Syntomus bedeli es una especie de escarabajo de la familia Carabidae.

## Distribución geográfica
Se distribuye por la mitad sur de Europa (España y Francia) y el norte de África.